# Тобіас Заммет
Тобіас Саммет (нар. 21 листопада 1977 року, Фульда, Німеччина) — вокаліст і головний автор пісень німецького павер-метал-гурту Edguy, також відомий як автор метал-опери Avantasia. Він також виступив, як гість, на альбомі Роб Рока Holly Hell, в метал-опері Aina і на альбомі гурту Revolution Renaissance New Era. До альбому Edguy Theater of Salvation Тобіас був також їхнім бас-гітаристом і клавішником. Потім він зосередився в основному на вокалі. Йому подобаються такі гурти, як AC/DC, Iron Maiden, Kiss, Helloween і Том Петті. Він часто згадує Міхаеля Кіске і Боба Кетлі, як видатних вокалістів.

## Кар'єра
Саммет заснував Edguy у 1992 році разом з однокласниками. Під музичним впливом AC/DC, Фредді Мерк'юрі (Queen) і Helloween виникло типове пауер-метал звучання його гурту, в якому він переважно виступає як співак і фронтмен.
Після кількох турів і розміщення в чартах з Edguy, Саммет заснував свій зірковий проєкт Avantasia і випустив метал-оперу під цією назвою. Спочатку запланований як унікальний студійний проєкт, він знову запустив Avantasia у 2006 році, і відтоді регулярно випускав концептуальні альбоми та рок-опери. Коли йому запропонували вечірню програму головної сцени з Avantasia на Wacken Open Air у 2008 році, він вирішив поставити на сцені свій сайд-проект. Відтоді він регулярно гастролював у Північній та Південній Америці, Азії та Європі з Edguy та Avantasia.
Окрім інших, він брав участь у записах альбому Роба Рока Holy Hell, метал-опери Aina та альбому Revolution Renaissance New Era.
У 2011 році читачі японського журналу Burrn визнали його найкращим автором пісень після того, як він одночасно випустив два альбоми The Wicked Symphony та Angel of Babylon. На альбомах брали участь Клаус Майне, Ерік Сінгер, Джон Олівер та Міхаель Кіске, а також 21 пісня, написана виключно Тобіасом.
Під час виступу хедлайнера групи Edguy на фестивалі Bang Your Head у 2012 році Саммет впав зі сцени та зламав собі ніс і кілька ребер. Попри ці травми, він проспівав весь концерт до того, як його почали лікувати в лікарні.
Тобіас Саммет продав понад три мільйони платівок, зіграв 12 світових турів у більш ніж 40 країнах, мав численні місця в чартах і виступав з концертами на всіх великих фестивалях (включаючи 10 концертів на Wacken Open Air).

## Дискографія

### Edguy
- Evil Minded (демо) — 1994
- Children of Steel (демо) — 1994
- Savage Poetry (демо) — 1995
- Kingdom of Madness — 1997
- Vain Glory Opera — 1998
- Theater of Salvation — 1999
- The Savage Poetry — 2000
  - Painting on the Wall (сингл) — 2001
- Mandrake — 2001
- Burning Down the Opera (Live) — 2003
- Hall of Flames (збірка) — 2004
  - King of Fools (EP) — 2004
- Hellfire Club — 2004
  - Lavatory Love Machine (сингл) — 2004
  - Superheroes (EP) — 2005
- Rocket Ride — 2006[5]
- Tinnitus Sanctus — 2008
- Age of the Joker — 2011

### Avantasia
- Avantasia (сингл) — 2000
- The Metal Opera — 2001
- The Metal Opera Part II — 2002
- The Scarecrow — 2008[6]
  - Lost in Space Part I (EP) — 2007
  - Lost in Space Part II (EP) — 2007
- The Metal Opera: Pt 1 & 2 — Gold Edition — 2008
- The Wicked Symphony — 2010
- Angel of Babylon — 2010
- The Flying Opera (Live) — 2011
- The Mystery of Time — 2013

### Інші проєкти
- Rhapsody of Fire — «Rain of a Thousand Flames» — 2001
- Shaaman — Ritual — «Pride» — 2002
- Aina — Days of Rising Doom — «Flight of Torek» — 2003
- Final Chapter — The Wizard Queen — «The Resurrection» — 2004
- Rob Rock — Holy Hell — «Move On» — 2005
- Redkey — Rage of Fire — «The Fortune» — 2006
- Dezperadoz — The Legend and the Truth — Full-length, 2006
- Nuclear Blast Allstars — Into the Light — «Dirty Wings» — 2007
- Ayreon — Ayreon vs. Avantasia — «Elected» — 2008
- Revolution Renaissance — New Era — 2008
- Oliver Hartmann — 3 — «Brothers» — 2009
- Bruce Kulick — BK3 (альбом) — «I'm the Animal» — 2010
- H.E.A.T — Freedom Rock — "Black Night — 2010